# Madame de Maintenon

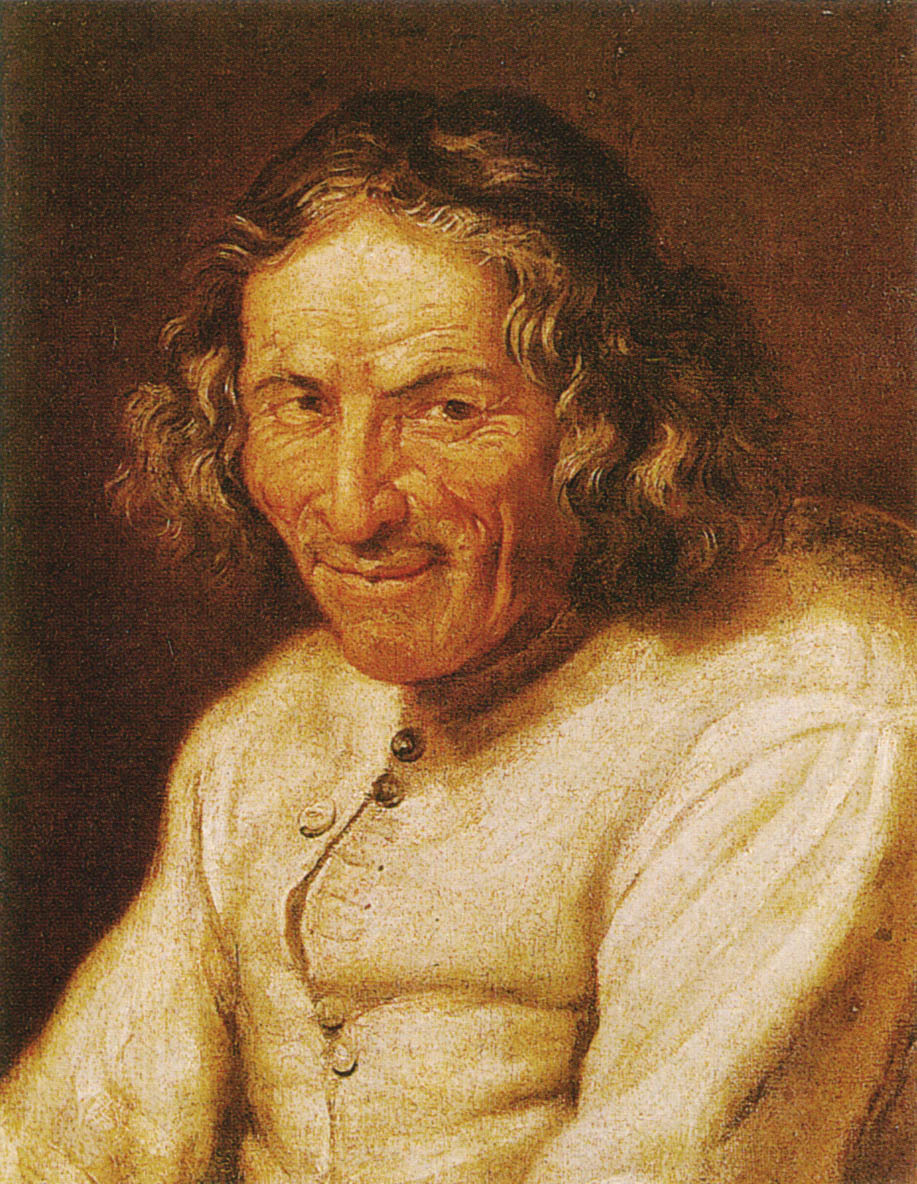
Paul Scarron - pierwszy mąż markizy

Franciszka d’Aubigné, Markiza de Maintenon fr. Françoise d’Aubigné, marquise de Maintenon (ur. 27 listopada 1635 w Niort, zm. 15 kwietnia 1719 w Saint-Cyr-l’École) – kochanka, a później druga „sekretna” żona króla Francji – Ludwika XIV.

## Życiorys
Urodziła się w twierdzy w Niort. Jej ojciec, Konstanty d’Aubigné, był synem Agryppy d’Aubigné (sławnego generała i przyjaciela króla Henryka IV) i został uwięziony jako hugenota. Jej matka ochrzciła córkę w wierze katolickiej.
W 1651 poślubiła Paula Scarrona, znanego pisarza komediowego i właściciela pensji dla młodych wdów. Po jego śmierci, w 1660, poprowadziła jego pensję, na którą królowa Anna Austriaczka przeznaczała 2000 liwrów rocznie. W 1666, po śmierci Anny Austriaczki, król Ludwik XIV odmówił dalszego wspierania pensji. 
Franciszka postanowiła opuścić Paryż i udać się do Lizbony jako dama dworu królowej Portugalii. Przed wyjazdem spotkała madame de Montespan, królewską faworytę. Ta przekonała ją, by nie wyjeżdżała do Portugalii, tylko dalej prowadziła pensję swojego zmarłego męża. Markiza Montespan zaprzyjaźniła się z Franciszką i kiedy w 1669 w sekrecie urodziła swoje (i króla) pierwsze dziecko, to Franciszka miała je potajemnie wychować. 

### Królewska metresa

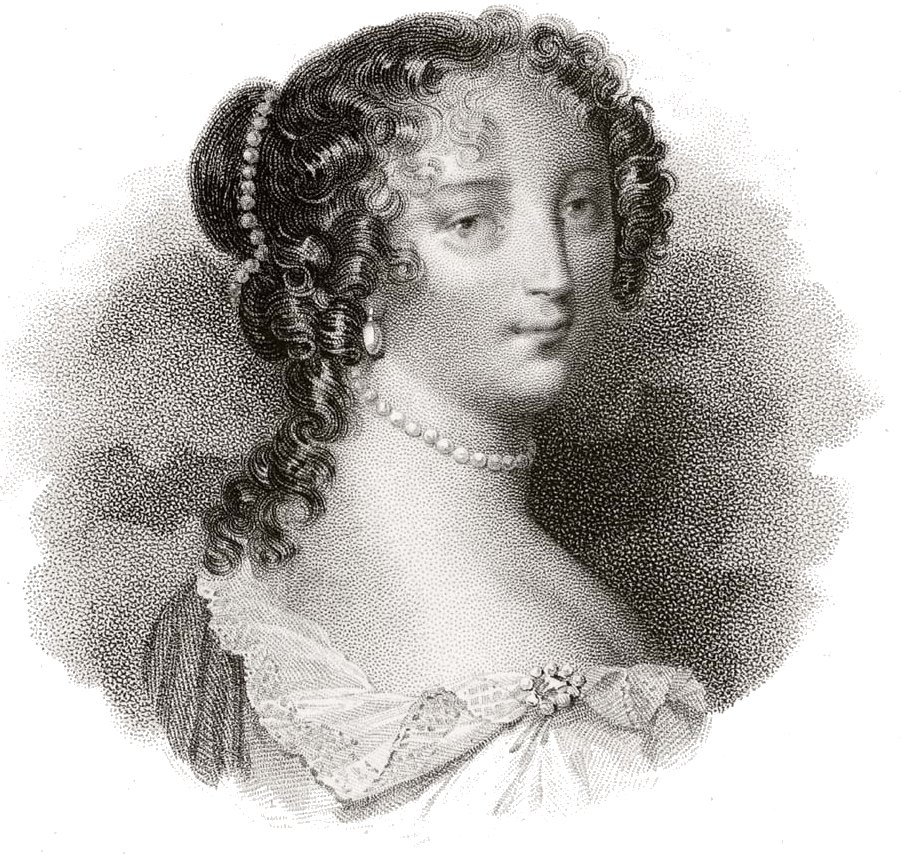
Françoise d’Aubigné

W 1674 król Ludwik postanowił sprowadzić swoje dzieci na dwór królewski i oficjalnie je uznać. Franciszka towarzyszyła im jako ich opiekunka i nauczycielka. Była w posiadaniu fortuny, dzięki czemu kupiła dobra Maintenon. Długo nie chciała zgodzić się na romans z Ludwikiem. W 1678 król z własnej inicjatywy nadał Franciszce tytuł Markizy Maintenon. Wkrótce tytuł ów zaczęto na dworze ironicznie przeinaczać na „Madame Le Maintenant”.
Królowa Maria Teresa zmarła w 1683 roku.

### Królowa Francji
W zimie 1685–1686 roku Franciszka poślubiła sekretnie króla Francji. Ślubu udzielił Harlay, arcybiskup Paryża. Obecni byli jedynie spowiednik królewski – Père la Chaise i markiz de Montchevreuil. 
Franciszka za namową stronnictwa pobożnego pozostała w tej „krępującej sytuacji”. Stronnictwo wmówiło jej, że musi pozostać żoną monarchy, aby ten ponownie nie zszedł na drogę grzechu i nie znalazł sobie nowej kochanki. Ponieważ para młoda pochodziła z zupełnie innych warstw społecznych, Franciszka nie mogła zostać koronowana na królową Francji (był to związek morganatyczny). Franciszka i Ludwik XIV nie mieli dzieci.
Po śmierci Ludwika XIV musiała natychmiast opuścić Wersal, ponieważ nie była lubiana przez regenta. Zmarła w szkole dla dziewcząt, którą sama założyła.